# Pászti Miklós
Pászti Miklós (Budapest, 1928. március 4. – Budapest, 1989. február 12.) magyar kóruskarnagy, zeneszerző.

## Életpályája
Zenei tanulmányait 1944 és 1946 között a Székesfővárosi Felsőbb Zeneiskolában kezdte, ahol zeneszerzést tanult Szatmári Gézánál és Hajdú Mihálynál. 1946 és 1950 között a Liszt Ferenc Zeneművészeti Főiskolán szerzett diplomát egyházkarnagyképző és zeneszerzés szakon. Mesterei között volt Ádám Jenő és Bárdos Lajos. 
1950 és 1954 között a Magyar Állami Népi Együttes karnagya volt, 1954-1955-ben a BM Központi Művészegyüttesének énekkarvezető karnagya volt. 1955 és 1958 között amatőr együttesekkel foglalkozott. 1958 és 1960 között a BM Duna Művészegyüttes zenei vezetőjeként tevékenykedett, 1960 és 1964 között pedig  a Budapest Táncegyüttesnél volt zenei vezető. 
Pászti Miklós alapította 1986-ban a  Magyar Állami Énekkart (ma Nemzeti Énekkar). E kórusnak a magját a Magyar Állami Népi Együttes akkori énekkara alkotta, amelynek ő volt a vezető karnagya 1964 és 1985 között. Az ő keze alatt az együttes nagy oratóriumok előadására alkalmas, nyolcvan tagú kórussá fejlődött. Az első jelentősebb hangversenyen (Pászti Miklós vezényletével) Liszt-műveket adott elő, míg oratórikus debütálásként Doráti Antal irányításával adták elő Beethoven Missa Solemnis című művét 1986. március 26-án.
Pászti Miklós 1989-ben hunyt el.

## Családja
Édesapja Pászti Elemér sportoló, egyetemi gazdasági főfelügyelő. Az 1912. évi stockholmi olimpián II. helyezett tornászcsapat tagja. Édesanyja diósadi Deák Mária.

## Emlékezete
- Sírja Budapesten a Farkasréti temető 2/6-os parcellájában található.
- Emlékét honlap őrzi
- Pászti Miklós Facebook-emlékoldala

- Nevét viseli:
  - Pászti Miklós Alapfokú Művészetoktatási Intézmény, Biatorbágy
  - Pászti Miklós Alapfokú Művészetoktatási Intézmény, Mór
  - Pászti Miklós Vegyes Kórus
  - Pászti Miklós Alapítvány
  - Pászti Miklós Zenei Nevelésért Alapítvány
  - Pászti Miklós a Nemzeti Énekkarért Alapítvány

## Zeneművei
- kantáták
- kórusművek
- dalok
- népdal-feldolgozások
  - legismertebb feldolgozása a világkarriert befutó Csángó-magyar szerelmi dalok
- tánc-kísérőzenék

## Díjai, elismerései
- Munka Érdemrend (1954)
- Liszt Ferenc-díj (1973)
- Érdemes művész (1985)
- Munka Érdemrend arany fokozata (1988)
- A Magyar Állami Népi Együttes Örökös tagja, Posztumusz (2008)
- 5 díj kórusmű-zeneszerzői nemzetközi versenyeken (Arezzo, 1974, 1976, 1977 és 1978;  Montserrat, 1980)

## Társadalmi szerepvállalása
- A Liszt Ferenc Társaság és a Kodály Társaság alapító tagja, a Kórusok Országos Tanácsának elnökségi tagja